# دانکرک (فیلم ۲۰۱۷)
دانکرک (انگلیسی: Dunkirk) فیلمی جنگی تاریخی به نویسندگی، تهیه‌کنندگی و کارگردانی کریستوفر نولان محصول سال ۲۰۱۷ است. داستان فیلم، در جنگ جهانی دوم اتفاق می‌افتد و به تخلیه دانکرک از منظر زمینی، دریایی و هوایی می‌پردازد. در جریان این عملیات، بیش از ۸۰۰ قایق غیرنظامی جان دست‌کم ۳۳۵ هزار سرباز انگلیسی و فرانسوی را که در محاصره ارتش آلمان نازی گرفتار شده بودند، نجات دادند. نولان و همسرش اما توماس، تهیه‌کنندگان فیلم بودند. گروه بازیگران شامل فیون وایتهد، تام گلین-کارنی، جک لودن، هری استایلز، آنورین برنارد، جیمز دارسی، بری کیوگن،  کنت برانا، کیلین مورفی، مارک رایلنس و تام هاردی می‌شوند.
این فیلم، محصول مشترک بریتانیا ایالات متحده، فرانسه و هلند است. دانکرک دهمین فیلم بلند نولان و اولین فیلم اوست که بر اساس یک رخداد واقعی ساخته شده‌است. نولان، همچون فیلم‌های قبلیش دانکرک را نیز با دوربین‌های آی‌مکس و با فرمت ۷۰ میلی‌متری که بسیار مورد علاقه‌اش هستند فیلمبرداری کرده‌است. فیلم‌برداری این فیلم از مهٔ ۲۰۱۶ در دانکرک فرانسه آغاز و در لس‌آنجلس به پایان رسید. دانکرک با مدت زمان ۱۰۶ دقیقه کوتاه‌ترین فیلم نولان محسوب می‌شود.
دانکرک، ۱۳ ژوئیه ۲۰۱۷ در اودئون میدان لستر به نمایش درآمد و در ۲۱ ژوئیه در بریتانیا و آمریکا به روی پرده سینما رفت. این فیلم ۵۲۷ میلیون دلار در جهان فروش کرد و پرفروش‌ترین فیلم جنگ جهانی دوم شد تا اینکه اوپنهایمر نولان در سال ۲۰۲۳ از این فیلم پیشی گرفت. این فیلم برای فیلم‌نامه، کارگردانی، تدوین، موسیقی، طراحی صدا و فیلم‌برداری مورد تحسین قرار گرفت. برخی از منتقدان آن را بهترین اثر نولان و یکی از بهترین فیلم‌های جنگی می‌دانند.  دانکرک در نودمین دوره جوایز اسکار در هشت رشته نامزد دریافت جایزه بود که در نهایت موفق شد سه جایزه بهترین تدوین صدا، بهترین تدوین و بهترین میکس صدا را به خود اختصاص دهد.

## خلاصه داستان
در سال ۱۹۴۰ و در جریان نبرد فرانسه، نیروهای متفقین به سمت دانکرک عقب‌نشینی می‌کنند تا از آنجا به‌صورت اضطراری تخلیه شوند. تامی، یکی از سربازان بریتانیایی، پس از گم کردن همراهانش، از میان خط دفاعی فرانسوی‌ها عبور کرده و به ساحل می‌رسد که پر از سربازان منتظر تخلیه است. او به همراه سربازی به نام گیبسون به دفن جسدی می‌پردازد. در پی حمله هوایی آلمانی‌ها، تلاش می‌کنند مجروحی را سوار کشتی بیمارستان کنند، اما موفق نمی‌شوند و کشتی غرق می‌شود. در این حادثه، تامی جان یک سرباز اسکاتلندی به نام آلکس را نجات می‌دهد. آن‌ها سوار یک ناوشکن می‌شوند که پیش از حرکت، با اژدر دشمن مورد اصابت قرار می‌گیرد و غرق می‌شود؛ هر سه به ساحل بازمی‌گردند.
در انگلستان، مردی به نام داوسون همراه پسرش پیتر و دستیار نوجوان‌شان جورج، با قایق کوچک خود راهی دانکرک می‌شوند تا در عملیات تخلیه کمک کنند. آن‌ها در مسیر، یک افسر دچار شوک روانی را نجات می‌دهند که پس از اینکه داوسون قصد رفتن به دانکرک را اعلام می‌کند، مقاومت می‌کند. در همین حال، خلبانان نیروی هوایی سلطنتی با جنگنده‌های خود برای پوشش هوایی عملیات به پرواز درمی‌آیند. یکی از خلبانان به نام فریر در میانه نبرد سوخت خود را از دست می‌دهد و با همراهی کالینز تلاش می‌کند به زمین بازگردد. کالینز در درگیری سرنگون شده و توسط پیتر نجات پیدا می‌کند.
در ساحل، تامی، آلکس و گیبسون به همراه گروهی از سربازان اسکاتلندی سوار قایقی می‌شوند که به دلیل بالا و پایین آمدن جزر و مد زمین گیر افتاده است. در حالی که تلاش می‌کنند قایق را سبک کنند، شک و بدگمانی‌ها بالا می‌گیرد و گیبسون که هویتی جعلی دارد، پرده از راز خود برمی‌دارد. وقتی آب بالا می‌آید، قایق به حرکت درمی‌آید اما در نهایت غرق می‌شود و گیبسون جان خود را از دست می‌دهد. در همین اثنا، فریر با وجود خطرات فراوان به حمایت هوایی ادامه می‌دهد. قایق مون‌استون با مهارت داوسون در مقابل حملات هوایی مقاومت می‌کند و به نجات بازماندگان ادامه می‌دهد. جورج در این حوادث جان خود را از دست می‌دهد.
در نهایت، با موفقیت تخلیه حدود سیصد هزار سرباز، عملیات خاتمه می‌یابد. پیتر ترتیب چاپ یادنامه جورج را در روزنامه محلی می‌دهد تا یاد و خاطره او زنده بماند. تامی و آلکس به همراه سایر بازماندگان، مورد استقبال گرم مردم بازمی‌گردند و تامی سخنرانی معروف چرچیل را برای آلکس می‌خواند.

## بازیگران
- فیون وایتهد در نقش تامی، سرباز نیروی زمینی بریتانیا[۱۴]
- تام گلین-کارنی در نقش پیتر، پسر آقای داوسن[۱۵]
- جک لودن در نقش کالینز، خلبان جنگنده نیروی هوایی سلطنتی بریتانیا
- هری استایلز در نقش الکس،[۱۶] سرباز نیروی زمینی بریتانیا[۱۷]
- تام هاردی در نقش فاریر، خلبان جنگنده نیروی هوایی سلطنتی بریتانیا
- آنورین برنارد در نقش گیبسون[۱۸] سرباز نیروی زمینی بریتانیا
- جیمز دارسی[۱۹] در نقش سرهنگ[۲۰]
- کنت برانا در نقش فرمانده بولتون[۲۰] افسر نیروی دریایی پادشاهی بریتانیا
- بری کیوگن در نقش جورج[۲۰]
- کیلین مورفی در نقش سرباز نجات یافته[۱۹]
- مارک رایلنس در نقش آقای داوسن یک غیرنظامی علاقه‌مند به دریانوردی. او پدر پیتر است.[۲۱]
- متیو مارش در نقش دریابان

## ساخت
«سعی کردیم بازسازیمان از عکس‌هایی که دیده بودیم کورکورانه نباشد. تا می‌توانستیم مستندات دیدیم تا اتفاقات در ذهنمان ته‌نشین شود. بعد سعی کردیم زبان بصری خاص خودمان را برای به تصویر کشیدنشان بسازیم و به مخاطب یک جور حس و هندسه ضد و نقیض از حادثه بدهیم. سعی کردیم با استفاده از نظم دهی و تناسب، ذات کم و بیش بوروکراتیک بخشی از وحشتی را که داشت اتفاق می‌افتاد بیان کنیم. داستان فیلم دربارهٔ خانه است. دربارهٔ رنج و استیصالی که وقتی نمی‌توانید به آنجایی که باید برسید سراغتان می‌آید. ما در دورانی زندگی می‌کنیم که ایده سوار هم شدن یک عالمه آدم در یک قایق و تلاش برای زنده ماندن چیزی نیست که مردم آن را به عنوان داستانی مربوط به دهه ۱۹۴۰ نادیده بگیرند.»

—کریستوفر نولان، نویسنده و کارگردان

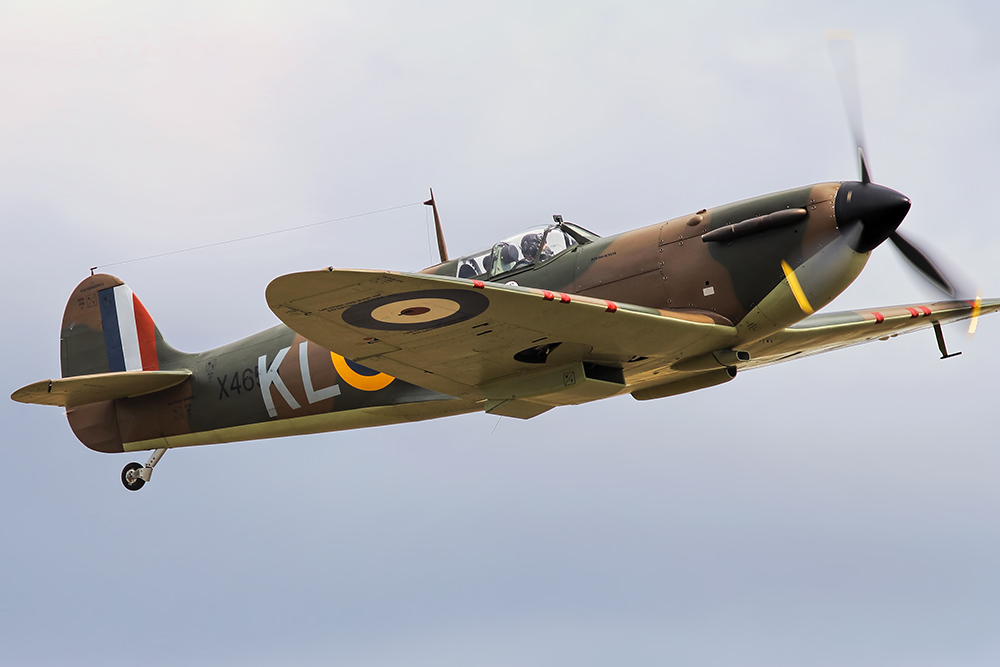
نمونه ای از هواپیمای جنگنده سوپرمرین اسپیت‌فایر که نیروی هوایی سلطنتی بریتانیا در جریان تخلیه دانکرک از آنها استفاده کرد. نولان دستور داد تا هواپیماهای مورد استفاده در فیلم کاملاً منطبق با نمونه واقعی آن ساخته شود.

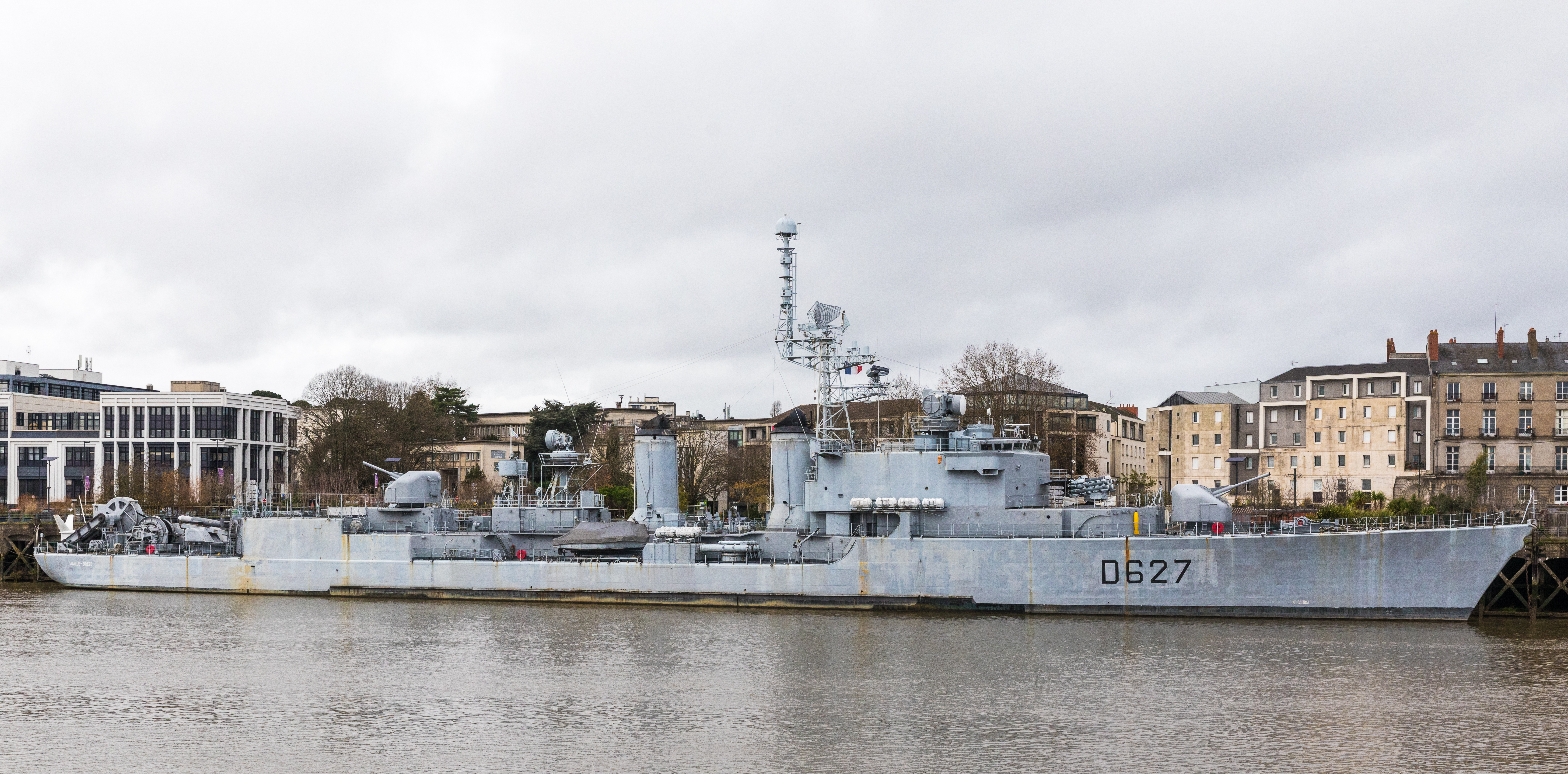
این ناو متعلق به ارتش فرانسه که در زمان جنگ جهانی دوم از آن استفاده می‌شد از جمله ناوهایی است که نولان از آنها در ساخت فیلم استفاده کرده‌است

ایده اولیه فیلم، زمانی به ذهن نولان رسید که در سن بیست و پنج سالگی به همراه همسرش اما توماس به کانال مانش سفر کردند. نولان فیلمنامه ای ۷۶ صفحه ای نوشت که کوتاه‌ترین فیلمنامه او محسوب می‌شد. علت تعداد صفحات کم فیلمنامه این بود که نولان در کمترین حد ممکن از دیالوگ در فیلم استفاده کرد.
نولان با الهام از گونه سه‌لتی تصمیم گرفت داستانی واحد را از سه زاویه هوا، زمین و دریا نشان دهد. نولان معتقد است که دانکرک فیلمی کاملاً مبتنی بر تصویر است و برای همین وقت بسیار زیادی صرف جزئیات فیلمنامه کرد. او مطالعات زیادی کرد و حتی از کوچکترین چیزها هم غافل نشد. به گفته نولان چیزی که باعث شد او نبرد دانکرک را برای تعریف یک داستان انتخاب کند، پیروزی نبود؛ بلکه اراده و قدرت امید انسان در رویارویی با سختی‌ها و به خصوص وحشت جنگ بود. نولان از فیلم‌های در جبهه غرب خبری نیست، مزد ترس، بیگانه، سرعت، توقف‌ناپذیر، طمع، طلوع: آواز دو انسان، دختر رایان، نبرد الجزیره و ارابه‌های آتش به عنوان بزرگترین و مهم‌ترین منابع الهام بخشش در نوشتن فیلمنامه و همچنین ساخت دانکرک نام برد. نکته جالب در مورد این لیست این است که تنها دو تا از آن‌ها، فیلم‌های جنگی هستند و باقی فیلم‌های هستند که نولان از آن‌ها عناصری مثل تعلیق و ترس را منبع الهام خود قرار داده‌است.

### پیش تولید و انتخاب بازیگران
نولان پیش از شروع تولید به همراه طراح صحنه خود ناتان کراولی به لوکیشن‌های مختلف رفت و تصمیم گرفت از لوکیشن‌های واقعی برای ساخت فیلم استفاده کند. نولان و تیم توسعهٔ فیلم تلاش بسیاری کرده‌اند تا کمترین استفاده را از تصاویر کامپیوتری سی جی ای داشته باشند. همچنین در ساخت فیلم از کشتی‌ها و هواپیماهای مربوط به همان دوره نیز استفاده شده‌است.کریستوفر نولان برای دانکرک دستمزدی معادل بیست میلیون دلار به همراه ۲۰ درصد از سهم فروش فیلم را دریافت خواهد کرد و این بیشترین دستمزد بین کارگردانان بعد از دستمزد پیتر جکسون برای کینگ کونگ به حساب می‌آید.
تام هاردی، کنت برانا و مارک رایلنس سه نفری بودند که زودتر از همه و در سال ۲۰۱۵ برای بازی در فیلم قراداد امضا کردند. نولان برای نقش اول فیلم خود دنبال بازیگری تازه‌نفس گشت و بعد از تست گرفتن از بازیگرهای جوان متعدد در نهایت فیون وایتهد را برای نقش تامی برگزید. بازی وایتهد مورد تحسین منتقدان قرار گرفته و منتقدان او را کشف جدید نولان می‌دانند. وایتهد برای آمادگی اش تحقیقات بسیار وسیع کرد و آموزش نظامی دید. هری استایلز و کیلین مورفی آخرین بازیگرانی بودند که به گروه پیوستند. این اولین تجربه استایلز در زمینه بازی در یک اثر سینمایی است.

### فیلمبرداری

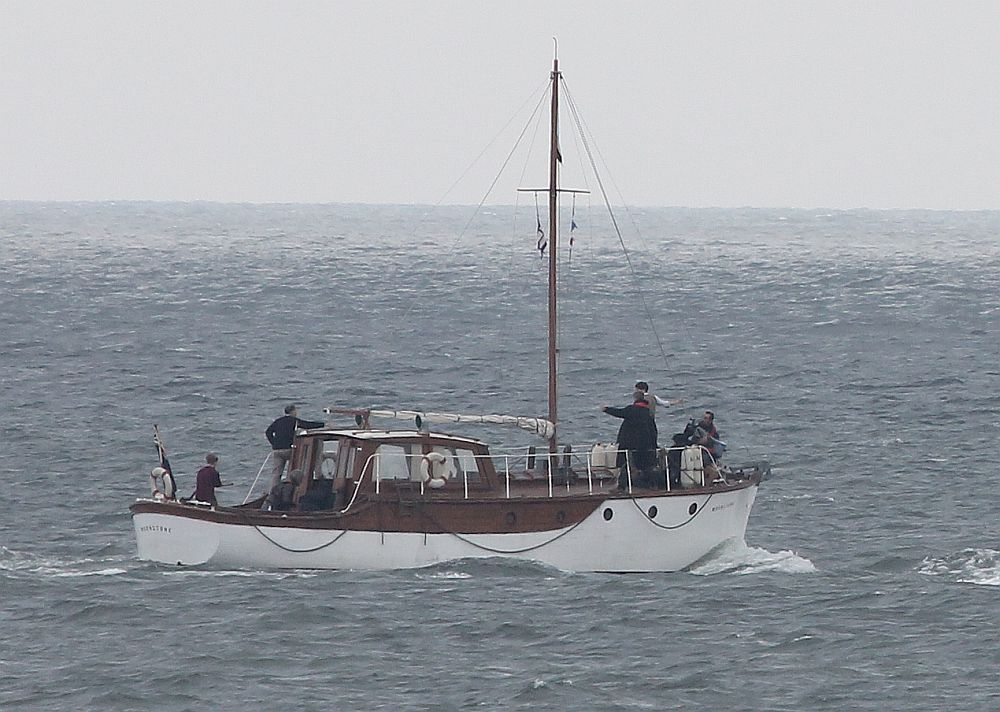
کریستوفر نولان، مارک رایلنس، تام گلین-کارنی و بری کیوگهن در زمان فیلمبرداری فیلم بر روی یک قایق

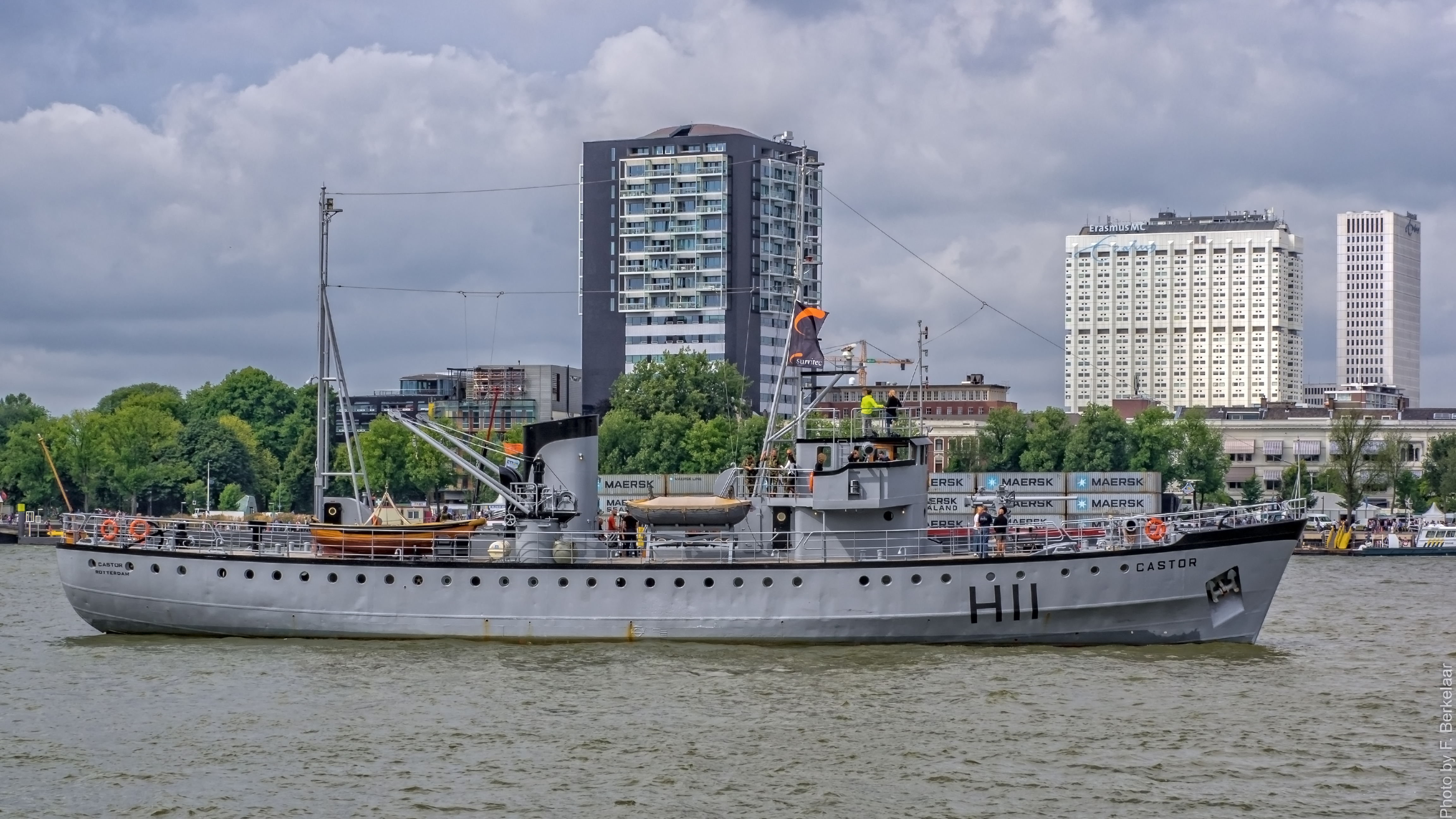
کشتی اچ‌ام‌اس باسیلیسک (اچ۱۱) یکی دیگر از نمونه‌های واقعی بود که نولان از آنها در جریان ساخت فیلم بهره برد.

فیلمبرداری از تاریخ ۲۳ مه سال ۲۰۱۶ در دانکرک فرانسه آغاز شد.هویته ون هویتما که پیش تر در فیلم بین ستاره‌ای نیز با نولان همکاری کرده بود مدیریت فیلمبرداری را برعهده داشت. نولان و هویتما هردو به این نتیجه رسیدند که دوربین‌های ۷۰ میلی‌متری آی مکس بهترین گزینه ای است که می‌توانند از آن استفاده کنند تا چیزی را که می‌خواهند به تصویر بکشند. استفاده از دوربین‌ها باعث شده کیفیت تصویری فیلم به طرز خیره کنننده ای بالا باشد. نولان می‌خواست تا آنجا که می‌تواند همه چیز واقعی باشد و برای خلق لوکیشن و حتی نور از جلوه‌های ویژه کامپیوتری استفاده نکند. نولان حتی برای خلق و طراحی ناوشکن ها که بخش مهمی از فیلم نیز هستند از نمونه‌های واقعی مربوط به جنگ جهانی استفاده کرد و فقط جزئیات آن‌ها را با کامپیوتر کامل کرد. همچنین برای خلق و تصویرسازی واقعی میدان جنگ از جمله انفجارها و بعضی جزئیات مربوط به بندر دانکرک نیز از تکنولوژی سی جی آی استفاده شد. فیلمبرداری برای چندین ماه ادامه داشت و نهایتاً کار در لس آنجلس به پایان رسید.

### پس از تولید
لی اسمیت وظیفه تدوین فیلم را برعهده دارد. کار تدوین فیلم زیر نظر نولان در لس آنجلس انجام شد. نولان مراحل تدوین و صداگذاری‌های دانکرک را یکی از سخت‌ترین تجربه‌های زندگی خود می‌داند. کمپانی انگلیسی دابل نگتیو مسئولیت ساخت جلوه‌های ویژه را عهده‌دار شد. با آن که نولان در طول ساخت فیلم در کمترین حد ممکن از جلوه‌های ویژه استفاده کرد، اما مجبور شد برای ساخت بعضی از صحنه‌ها به خصوص سکانس‌های مربوط به نبردهای هوایی از جلوه‌های ویژه دیجیتال استفاده کند.

## موسیقی
در ۱ ژانویه ۲۰۱۶، هانس زیمر اعلام کرد که وی موسیقی این فیلم را خواهد ساخت. این فیلم ششمین همکاری بین نولان و زیمر محسوب می‌شود. نولان به زیمر توضیح داده بود که تعلیق مهم‌ترین عنصر در دانکرک است و زیمر هم در بعضی از قطعات و به خصوص قطعه هشت دقیقه ای سوپرمرین از صدای تیک تاک ساعت برای ساخت موسیقی فیلم بهره برد. نولان بعد از گوش دادن به تم افتتاحیه فیلم به زیمر گفت این دقیقاً همان چیزی است که ما برای دانکرک لازم داریم. آلبوم موسیقی فیلم در تاریخ ۲۱ ژوئیه ۲۰۱۷ توسط واتر تاور موزیک در دسترس عموم قرار گرفت.

### قطعه‌ها
| شماره | نام                         | مدت  |
| ----- | --------------------------- | ---- |
| ۱.    | «مول»                       | ۵:۳۵ |
| ۲.    | «ما نیاز داریم ارتش برگردد» | ۶:۲۸ |
| ۳.    | «لرزش سرباز»                | ۲:۵۲ |
| ۴.    | «سوپرمرین»                  | ۸:۰۳ |
| ۵.    | «موج»                       | ۳:۴۸ |
| ۶.    | «برادران قهرمان»            | ۵:۰۴ |
| ۷.    | «انگیزه ناگهانی»            | ۲:۳۶ |
| ۸.    | «خانه»                      | ۶:۰۲ |
| ۹.    | «نفت»                       | ۶:۱۰ |
| ۱۰.   | «تغییر ۱۵ (دانکرک)»         | ۵:۵۱ |
| ۱۱.   | «تیتراژ پایانی»             | ۷:۱۲ |

## پخش

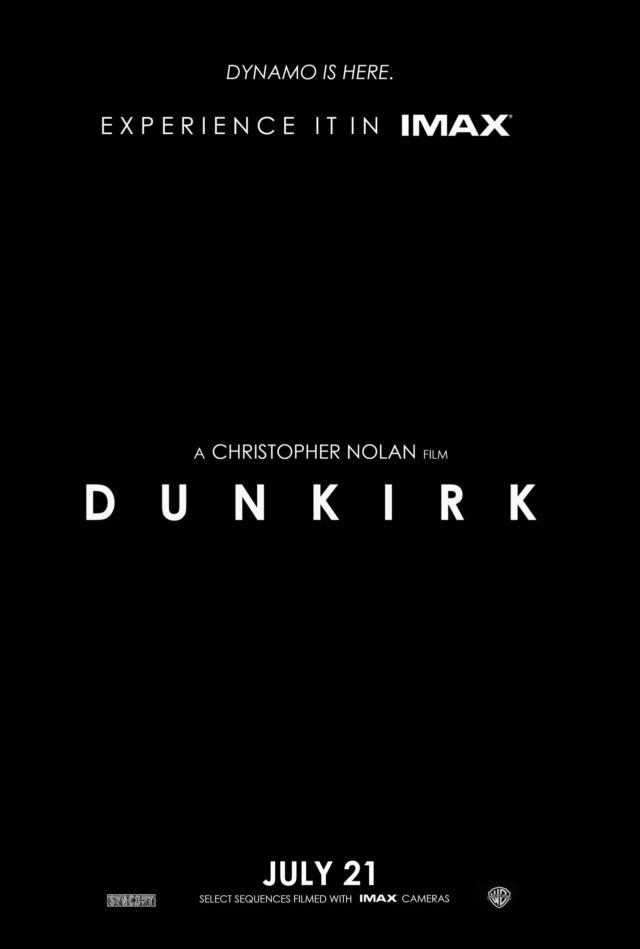
پوستر تریلر فیلم

فرش قرمز در ۱۳ ژوئیه ۲۰۱۷ در انگلستان برگزار شد و سینمای اودئون میدان لستر در لندن تبدیل به اولین سینمایی شد که دانکرک در آن اکران شده‌است. اکران عمومی فیلم از تاریخ ۲۱ ژوئیه آغاز خواهد شد. این چهارمین فیلم نولان است که در سومین هفته ماه ژوئیه اکران می‌شود؛ زیرا برادران وارنر معتقد است دیدن فیلم‌های نولان در این زمان سال بیشتر از هر وقت دیگری برای تماشاگران لذت دارد. دانکرک در ۱۲۵ سالن آی مکس به صورت ۷۰ میلی‌متری اکران می‌شود که چنین چیزی در ۲۵ سال گذشته بی‌سابقه بوده‌است. نولان به تماشاگران توصیه کرده اگر قصد دیدن فیلم را دارند در بهترین سینماهای آی مکس به تماشایش بنشینند؛ زیرا او فیلمش را برای این فرمت ساخته و معتقد است تماشای دانکرک در سینماهای آی مکس لطف دیگری دارد.

### بازاریابی
طبق برنامه‌ریزی‌های وارنر برادرز اولین پیش‌پردههای فیلم در زمان اکران جوخه خودکشی به روی پرده رفت که با استقبال تماشاگران همراه شد. اولین تریلر رسمی فیلم در اواسط دسامبر ۲۰۱۶ بر روی اینترنت قرار گرفت که با بازدید بسیار زیاد همراه بود و همچنین در شبکه اجتماعی توئیتر نیز سهم زیادی از بحث‌های کاربران را به خود اختصاص داد. وارنر بردارز پیش پرده‌های دانکرک را پیش از فیلم‌های پرفروش و موفق خود همچون کونگ: جزیره جمجمه و زن شگفت‌انگیز ادامه داد. همچنین دو تریلر دیگر از دانکرک پخش شد که آخرین آن‌ها در ۶ ژوئیه و مدت کمی قبلاً از اکران رسمی فیلم بود که در این تریلر اطلاعات بیشتری از شخصیت‌ها و داستان فیلم مشخص می‌شود.

### باکس آفیس
دانکرک سرانجام در ۲۱ ژوئیه ۲۰۱۷ به صورت گسترده اکران شد. در روز اول اکران دانکرک ۱۹٫۸ میلیون دلار در آمریکا و کانادا و ۲۱٫۲ نیز در باقی نقاط دنیا فروش کرد تا در پایان روز اول اکران خود در مجموعه ۴۱ میلیون دلار بلیط فروخته باشد. دانکرک با بودجه ای ۱۵۰ میلیونی ساخته شده‌است. در پایان هفته اول اکران فیلم دانکرک توانست با پشت سر گذاشتن فیلم‌هایی همچون مرد عنکبوتی: بازگشت به خانه و جنگ برای سیاره میمون‌ها با فروشی ۵۰ میلیون دلاری در صدر جدول باکس آفیس آمریکای شمالی قرار بگیرد. دانکرک ۵۵ میلیون دلار نیز در خارج از آمریکا فروخت تا فروشش در پایان هفته اول اکران به رقم ۱۰۵ میلیون دلار برسد. در هفته دوم اکران فروش فیلم ۴۴٫۳٪ افت کرد و توانست ۲۸ میلیون دلار فروش کند؛ اما با این حال با اختلاف کمی نسبت به فیلم تازه اکران شده فیلم شکلک توانست در رتبه اول باکس آفیس قرار بگیرد. دانکرک بعد از دو هفته جمع فروش جهانی خود را به عدد ۲۳۲٫۸ میلیون دلار رساند.

## بازخورد

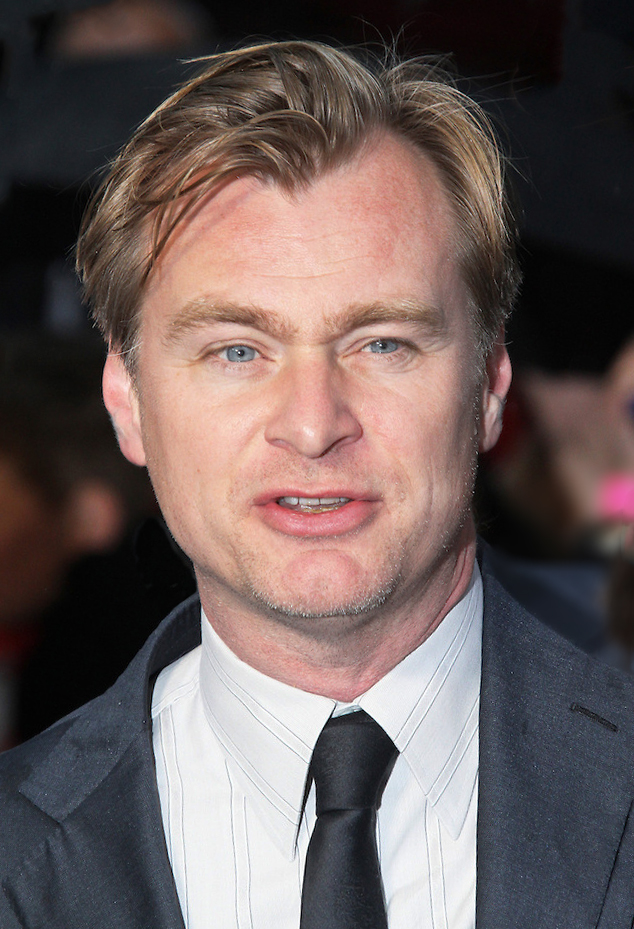
با احتساب نظرات منتقدین دانکرک تحسین شده‌ترین فیلم کریستوفر نولان تا به امروز است.

دانکرک همچون فیلم‌های قبلی نولان با استقبال بسیار خوب منتقدان همراه بود. نکته قابل توجه اما اینجاست که منتقدان بیشتر از جنبه‌های فنی فیلم تعریف کردند و برخلاف آثار قبلی نولان کمتر کسی دربارهٔ فیلمنامه اظهار نظر کرد و حتی بعضی از منتقدان دانکرک را از نظر داستانی فیلم ضعیفی دانستند. تعریف اغلب منتقدان پیرامون موسیقی هانس زیمر و فیلمبرداری و قدرت کارگردانی کریستوفر نولان بود. فیلم تاکنون در سایت راتن تومیتوز بر اساس ۲۵۸ نقد نمره ۹۲/۱۰۰ را گرفته‌است و در متاکریتیک نیز با احتساب ۳۹ نقد امتیاز ۹۴/۱۰۰ را دارد. نظرات کلی منتقدان نشان دهنده این است که دانکرک یکی از برترین فیلم‌های جنگی در تاریخ سینماست.
همچنین در آلوسینه هم دانکرک موفق شده در مجموعه امتیاز ۴٫۱/۵ را کسب کند که این نمره از روی ۲۲ نقد بدست آمده‌است. در سینما اسکور نیز دانکرک موفق شده درجه A- دریافت کند.

### نظرات منتقدان
- پیتر بردشاو در گاردین به فیلم امتیاز ۱۰۰/۱۰۰ داده و نوشته: «یک فیلم قدرت‌مند و با ساختی دقیق که داستانی برای گفتن دارد و به خاطر نشان دادن صحنه‌های آخرالزمانی و از مد افتاده گرفتار کلیشه‌ها نمی‌شود. نمایشی از شرم به وسعت یک ساحل که با سربازانی زامبی‌وار از شکست آلوده شده‌است. دنیایی خشن و مردانه که به ندرت شخصیت مؤنثی در آن دیده می‌شود. دانکرک بهترین فیلم نولان تا به امروز است.»[۸۴]
- تاد مک‌کارتی در هالیوود ریپورتر به فیلم امتیاز ۱۰۰/۱۰۰ داده و توانایی نولان در ساخت سکانس‌های جنگ را ستوده و نوشته: «دانکرک یک شاهکار امپرسیونیستی است. این اولین کلماتی نیست که در توصیف یک بلاک‌باستر تابستانی که توسط یکی از بزرگ‌ترین کارگردان‌های عامه‌پسند ساخته شده، می‌شنوید. اما دانکرک یک فیلم جنگی است که مشابهش را کمتر دیدیم، فیلمی که برای ساختش هزینهٔ بسیاری شده‌است؛ اما بیشتر از آن که صحنه‌های بزرگ و سکانس‌های چشم‌نواز ارائه کند، لحظات شخصی، فوق‌العاده عمیق و درگیرکننده به ارمغان می‌آورد.»[۸۵]
- کریس ناشاوتی در انترتینمنت ویکلی نیز به دانکرک نمره کامل ۱۰۰/۱۰۰ داده و در بخشی از نقد خود نوشته: «این همان مدل فیلم‌سازی با بودجهٔ عظیم است که می‌تواند هنر لقب بگیرد. دانکرک همچنین بدون شک بهترین فیلم سال تا به اینجا است.»[۸۶]
- مت سینگر در اسکرین کرانچ واکنش نسبتاً متوسطی به فیلم داشته و معتقد است با این که دانکرک از لحاظ فنی فیلمی جذاب است، اما در بخش فیلمنامه دچار مشکلات جدی است. سینگر امتیاز متوسط ۷۰/۱۰۰ را به دانکرک داده و در بخشی از نقد خود نوشته: «اگر تمام کاراکترهای فیلم به اندازهٔ بخش‌های هوایی و دریایی فیلم پرداخته شده بودند، دانکرک فیلم بهتری می‌شد. اما حالا فیلم تجربه ای احساسی با ظاهری چشم نواز و نبردهایی تنش زا است. در لحظات نادر و آرامی، ما به شنیدن صدای سازی نامتعارف در آهنگ‌های هانس زیمر دعوت می‌شویم: صدای تیک تاک یک ساعت. یادآوری این که در حالی که نولان می‌تواند با زمان بازی کند، قهرمان‌هایش از این کار عاجز هستند»[۸۷]
- برایان تورت در یواس‌ای تودی دانکرک را فیلم راضی‌کننده ای می‌داند و معتقد است فیلم از لحاظ فنی جزو بهترین‌های تاریخ سینماست. او در بخشی از نقد خود دربارهٔ موسیقی هانس زیمر این گونه نوشته‌است: «دانکرک یکی از بهترین موسیقی‌های متن فیلم‌های چند سال اخیر را دارد و آهنگ‌های هانس زیمر به اندازهٔ یک شخصیت در فیلم نقش بازی می‌کنند. ملودی‌ها شکوهمند هستند و زیمر با خلق آهنگ‌هایی از جنس تیک تاک ساعت در صحنه‌های اکشن، نیرویی منفجرکننده به وجود آورده‌است.»[۸۸]
- پیتر دبروج در ورایتی امتیاز کامل به فیلم داد و موسیقی هانس زیمر و کارگردانی نولان را ستود. او در بخشی از نقد خود نوشت: «این همان چیزی است که تماشاگرها از نولان می‌خواهند. استاد صحنه‌های خارق‌العاده، برای اولین بار امضای خود را پای یک اثر تاریخی حک می‌کند.»[۸۹]
- رابی کالین در دیلی تلگراف به فیلم امتیاز کامل داد و نوشت: «فیلم خارق‌العادهٔ جدید نولان اثری جنون‌آمیز و پرشکوه است که باید در بهترین و بزرگ‌ترین پردهٔ سینما دیده شود. اما ظاهر چشم‌نواز آن در به تصویر کشیدن نبردهای جنگ جهانی دوم خلاصه نمی‌شود، مانند تمام فیلم‌های بزرگ در زیرژانر جنگ، تک تک لحظاتش میخکوب‌کننده است.»[۹۰]
- سایت طرفداران راجرت ایبرت نیز سه نیم ستاره از چهار ستاره به فیلم داد و آن را موفقیتی دیگری برای نولان توصیف کرد.[۹۱]
- منتقد نیویورک دیلی نیوز نیز به فیلم امتیاز ۹۰/۱۰۰ داد و نوشت: «اجازه دهید باقی کارگردانان با سربازان اسباب بازی و جلوه‌های کامپیوتری خوش باشند. نولان کار ویژه ای انجام داده‌است. دانکرک جایگاه خاصی برای قهرمان پروری، مهربانی، بخشش دارد. بعد از دیدن دانکرک ایمان میاورید امید یک اسلحه است. شاید مهمترین آن‌ها باشد.»[۹۲]

## دقت تاریخی

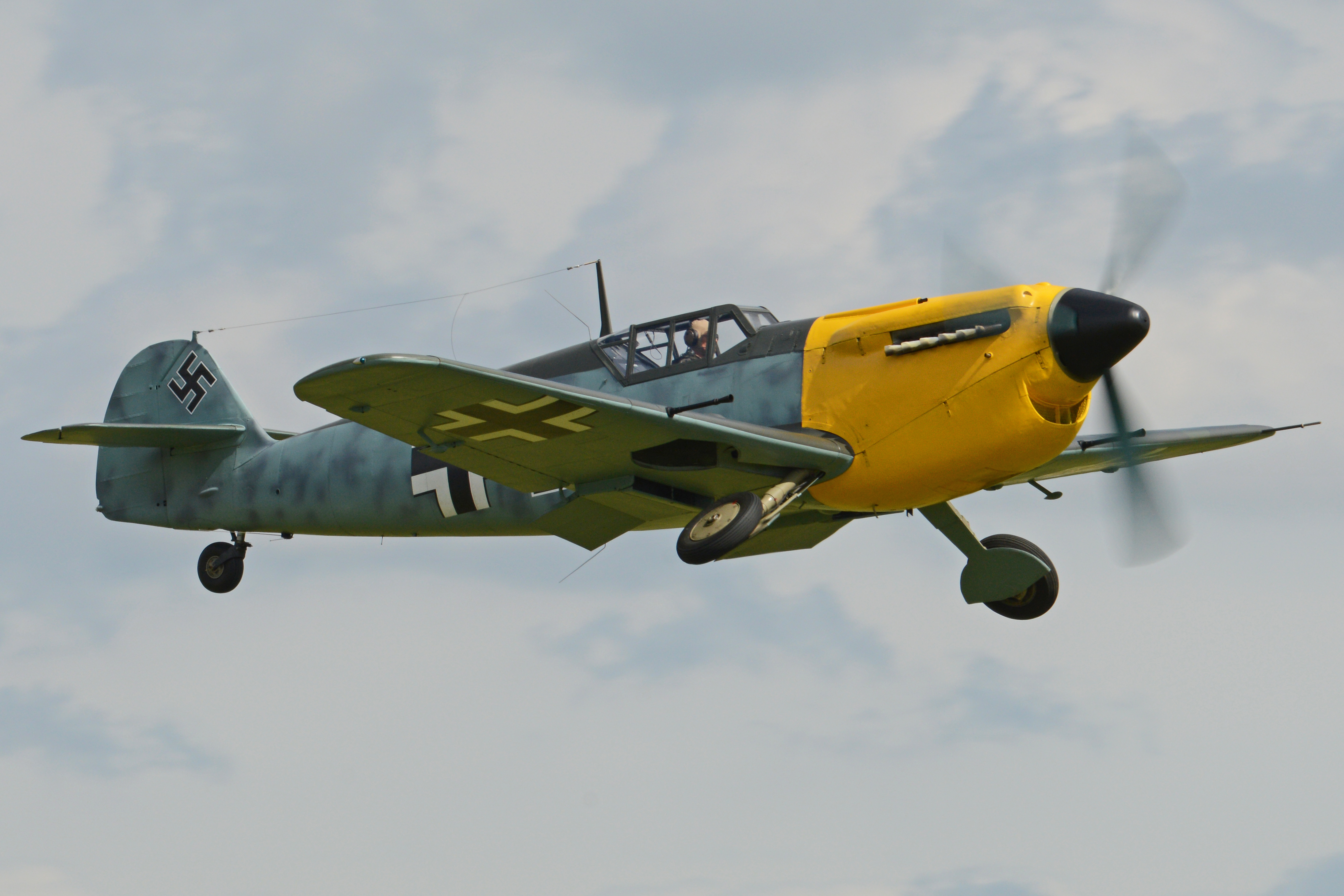
هواپیما جنگی اسپانیایی، بازسازی شده با موتور رولز رویس که در تولید فیلم از آن استفاده شد.

از زمان اکران شدن فیلم حرف و حدیث‌هایی پیرامون بحث درستی فیلم از لحاظ تاریخی مطرح شد که موافقان و مخالفان خاص خود را داشت. تاریخدانان و کارشناسان معتقدند صحنه‌های مربوط به نبردهای تن‌به‌تن هوایی هواپیماهای نیروی هوایی بریتانیا از لحاظ تاریخی بسیار درست است و عملیات واقعی نیز به خاطر نبود سوخت کافی همان‌طور که در فیلم به تصویر کشیده شده فقط یک ساعت طول کشیده‌است. اما از جمله اشتباهاتی که فیلم از لحاظ تاریخی داشته این است که در فیلم می‌بینیم نیروهای آلمان به منظور تشخیص نیروهای دشمن و خودی دماغه هواپیماهای خود را به رنگ زرد درمیاورند. این در صورتی است که ارتش آلمان این کار را بعد از عملیات دانکرک انجام داد. همچنین برخلاف چیزی که در فیلم می‌بینیم در هنگام عملیات دانکرک آب و هوا همچون چیزی که در فیلم نشان داده می‌شود، طوفانی نبوده‌است. نولان در مصاحبه ای توضیح داده که از این مسئله آگاه بوده و برای فضاسازی بیشتر آب و هوا را این گونه در فیلم طراحی کرده‌است. همچنین به عقیده چند تن از کارشناسان بعضی از جزئیات فیلم از جمله طراحی‌های لباس سربازان بریتانیا چندان دقیق و طبق واقعیت نیست. از جمله اشتباهات دیگری که کارشناسان به آن اشاره کردند، بحث حضور برتارم رمزی یکی از فرماندهان نیروی دریایی بریتانیا بود. رمزی مسئول و طراح عملیات تاریخی دانکرک می‌باشد و رهبری نیروی هوایی را در این عملیات برعهده داشت. رمزی در طول تخلیه دانکرک به خاطر اهمیت شخصیتی که داشت در شهر دوور (شهری در جنوب انگلستان) باقی ماند و برخلاف چیزی که در فیلم نشان داده می‌شود، حضور مستقیمی در تخلیه دانکرک نداشت. با این حال اما بیشتر تاریخدانان معتقدند فیلم در مجموع از لحاظ تاریخی درست عمل کرده و به خصوص در نشان دادن صحنه‌های درگیری کشتی‌ها با نیروی هوایی آلمان و همچنین جزئیات فنی مربوط به عملیات تخلیه دانکرک و بازگشت سربازان به انگلستان بسیار خوب عمل کرده‌است.